# S-310

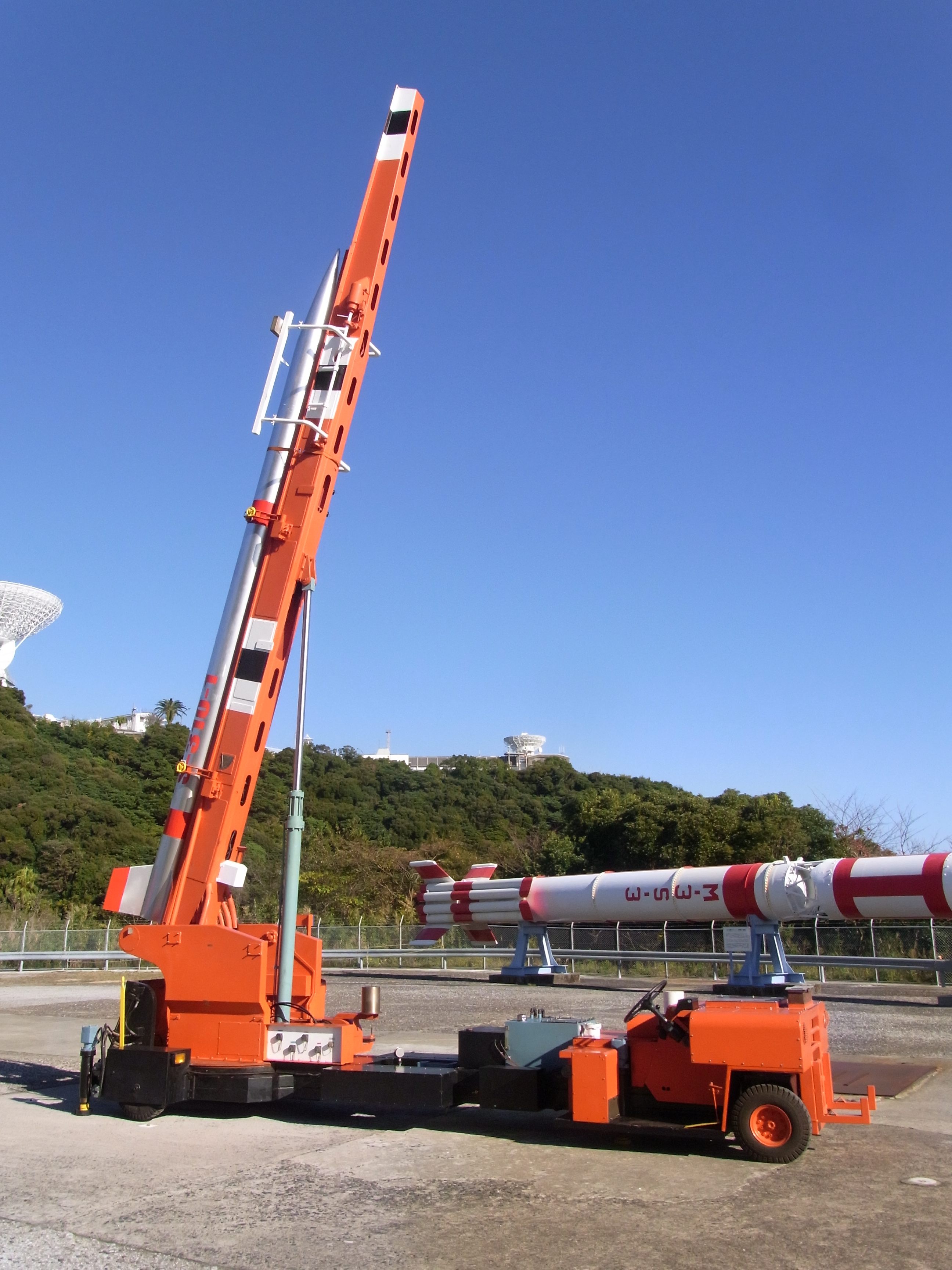
Um foguete S-310 na rampa de lançamento.

S-310, é um tipo de foguete de sondagem japonês, desenvolvido em meados da década de 1970, tendo sido lançado 47 vezes, sendo a primeira vez em 1975, e o último lançamento em 2009.
O S-310 é um foguete de médio porte de apenas um estágio. Seu antecessor, o S-300, foi desenvolvido para realizar observações na Antártida, em paralelo aos estudos com o S-210 que chegou a 160 km de altitude em seu primeiro voo no outono de 1966. O objetivo do S-310 era efetuar pesquisas em altitudes de cerca de 200 km. A estabilização do voo era obtida através de quatro barbatanas enflechadas na cauda. O seu motor possuía duas composições de grão, o que permitia dois níveis de empuxo, o primeiro mais rápido e potente e o segundo, menos potente porém mais longo. Nesse modelo, foram usados vários componentes de titânio além de materiais compostos.

## Construção
Sua câmara é feita de aço AISI 4340. O Grão propelente composto do CTPB é único. Assim que a porção do grão é consumida, é dado um estímulo de dupla propulsão. Cada barbatana é feita de uma placa de titânio sólido, e o cone do nariz do foguete é feito de FRP.

## Características
O S-310, era um foguete de apenas um estágio, movido a combustível sólido, com as seguintes características:
- Altura: 6,8 m
- Diâmetro: 31 cm
- Massa total: 700 kg
- Carga útil:
- Apogeu: 190 km
- Estreia: 1 de janeiro de 1975
- Último: 26 de janeiro de 2009
- Lançamentos: 47